# Frölunda HC
Frölunda HC är en ishockeyklubb från Göteborg. Klubben har vunnit SM-guld fem gånger och den europeiska mästarturneringen CHL fyra gånger.
Klubben spelar i Svenska Hockeyligan (SHL, tidigare Elitserien). Inför säsongen 1995/1996 antogs smeknamnet Indians, en: indianer, som syftar på att laget under de framgångsrika åren på 1960-talet kallades för "Vilda västern". Man ville dock inte ha ett namn som syftade på cowboys eller eldvapen utan antog då i stället Indians. Namnet, som ansågs vara kränkande, slutade användas i september 2021. 
Frölunda har genom åren spelat i gröna eller vita tröjor. I samband med att man började kalla sig Frölunda Indians bytte man till att spela i röda tröjor hemma och vita borta. Säsongerna 2007/2008 och 2008/2009 spelade laget i röda tröjor hemma lördagar och helgdagar och i gröna tröjor hemma på vardagar. Från och med säsongen 2009/2010 spelar Indians återigen med enbart röda tröjor på hemmaplan. Frölunda blev både 2017 och 2019 utsedda till Europas bästa lag, och tränaren Roger Rönnberg blev korad till årets ledare av European Hockey Clubs.

## Historia
Västra Frölunda IF bildades 1930, och tog upp ishockey i sitt program 1944. Ishockeylaget utgjorde ishockeysektionen i Västra Frölunda IF fram till 29 mars 1984 då sektionen knoppades av och blev en egen förening med namnet Västra Frölunda HC. Klubben hade då ett klubbmärke med de gamla färgerna vitt och grönt samt VF i rött, idag är märket utbytt mot en logga som liknar VFIFloggan, fast med grönt, vitt (och lite rött) runt om och det står då också Frölunda Hockey Club Göteborg.
Den 6 januari 1959 invigdes Ullevis konstfrusna ishockeybana samt träningsrink. Träningsrinken som låg utanför Ullevi var även tänkt att användas som  tennisbana samt basketplan. Dessa kom att användas fram till Frölundaborgs isstadion öppnades 1967. 
Västra Frölunda debuterade i den dåvarande högstaserien Division 1 Södra 1959 där laget spelade mot Djurgårdens IF, Södertälje SK och Bofors IK. Frölunda åkte ur direkt men kunde efter ett år komma tillbaka efter en storsatsning med värvningarna av landslagsspelarna Ronald Pettersson och Lars-Eric Lundvall. Laget etablerade sig: tvåa i serien 1962 och 1963 tog laget den första seriesegern. Frölunda lockade storpublik till Ullevi när laget mötte Djurgården säsongen 1961–1962,1962-1963.Den 8 nov 1962 nåddes publiksiffran 23 182 betalande.

### Storsatsning leder till SM-guld

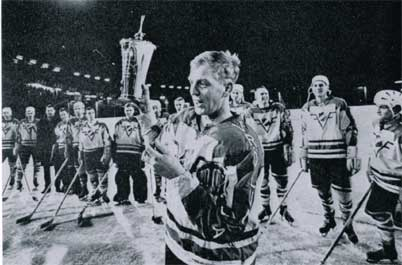
Lars-Eric Lundvall med SM-pokalen 1965.

1960 erbjöds Ronald Pettersson och Lars-Eric Lundvall ett kontrakt med dåvarande division 2-klubben Västra Frölunda IF. I avtalet ingick ett kontrakt som bensinmacksföreståndare på en mack invid Ullevi (låg framför dagens Scandic Crown), ett jobb som de drev tillsammans under en tid. Dessutom ingick det i avtalet en överenskommelse om allsvenskt spel i fotboll med IFK Göteborg. Lars-Eric Lundvall blev spelande tränare. Många spelare värvades och Frölunda fick epitet som "främlingslegion". Ledare i Frölunda var Anders Bernmar och Bengt "Bittan" Johansson. Bernmar, klubbordförande i Frölunda 1960-1962, blev senare känd som värvningsansvarig i IFK Göteborg.
Efter seger i division 2, med målrekord av Ronald Pettersson, gick Västra Frölunda upp i högsta serien säsongen 1961/1962 och där slutade laget tvåa. 1965 bärgades det första SM-guldet. Frölunda vann Svenska mästerskapsserien två poäng före Brynäs IF. 1966 tog sig Västra Frölunda till final men förlorade mot Brynäs med 1–2 i matcher efter en avgörande finalmatch på Johanneshovs isstadion. 1967 förlorade Västra Frölunda återigen finalen till Brynäs som vann med 2–0 i matcher. Ronald Pettersson vann åter skytteligan för högsta divisionen 1967. Arne Carlsson var en av de stora profilerna i svensk hockey under 1960-talet. Han var lagkapten i Frölunda 1968–1969.
Frölunda var med om en flygplansolycka 13 februari 1975, Lars-Erik Esbjörs var en av de som skadades allvarligast.

### Elitserien
Leif "Blixten" Henriksson blev en av Frölundas främste genom tiderna och deltog i 61 A-landskamper för Sverige. 1978 slutade Henriksson sin aktiva karriär som spelare i Frölunda för att bli hjälptränare till legendaren Arne Strömberg. Året efter tog han över som huvudtränare. 1980 tog sig Västra Frölunda för första gången på 13 år till en SM-final efter att ha slutat trea i Elitserien. Återigen skulle Brynäs stå som segrare. Brynäs vann matchserien med 3–2. Anders "Bros" Broström var en stor profil i Frölunda 1976–1984.
1984 åkte Västra Frölunda ur Elitserien.

### 1990-talet
Efter en längre tid utanför den högsta hockeyserien inledde Frölunda 1990-talet med sin återkomst till Elitserien säsongen 1989/1990. Conny Evensson, tränaren som fört upp laget, lämnade dock inför den första Elitseriesäsongen och de inledande 1990-talsåren var skakiga med bland annat en tur till kvalserien 1991, där man mötte Team Boro HC, Rögle BK och Mölndal Hockey. 
Leif Boork ledde klubben ett par säsonger innan Lasse Falk tog över och införde den så kallade 1-3-1-hockeyn, vilket han fick mycket kritik för utanför Göteborg. Falk förde klubben till sin fjärde SM-final säsongen 1995/1996, där Luleå HF dock blev för svåra. Finländaren Christian Ruuttu bidrog starkt till framgångarna, men även spelare som Marko Jantunen och Peter Berndtsson dominerade matcherna. 
Resten av 1990-talet blev dock svajigare för Frölunda. Ruuttu försvann redan efter en säsong och även Falk sökte nya utmaningar efter något år. Ersättarna lyckades inte alltid så väl, de lovande juniorerna hade svårt blomma ut till storstjärnor och mot slutet av 1990-talet fick klubben ekonomiska problem.

### 2000-talet

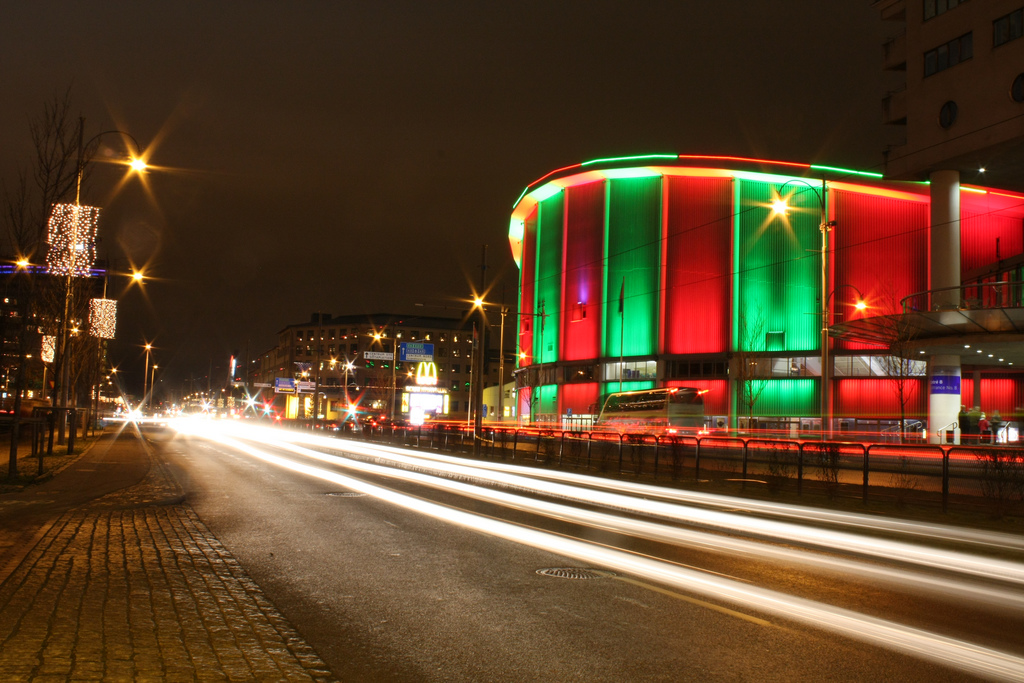
Hemmaarenan Scandinavium upplyst i Frölunda HC:s färger

Frölunda vann sitt andra SM-guld 2003. Stora namn var Henrik Lundqvist, Nicklas Andersson, Tomi Kallio, Jonas Johnsson, Patrick Carnbäck mfl.
Inför säsongen 2004/2005 firade laget 60-årsjubileum och samtidigt 20-årsjubileum som fristående klubb. I samband med detta tog klubben namnet Frölunda HC utan förledet Västra.
Frölunda tog SM-guld säsongen 2004/2005, säsongen då de flesta elitserielag var förstärkta med lockoutade NHL-spelare. Den säsongen hade Frölunda sju spelare i svenska landslaget, tre spelare i finska landslaget samt en spelare i schweiziska landslaget. Utöver detta tackade tre spelare nej till landslagsspel. Dessutom var Frölundas andretränare Janne Karlson uttagen som assisterande coach i svenska landslaget.
Notabelt är också att Frölunda Indians toppade Eurohockey.nets klubbranking säsongen 2004/2005.
Den 6 april 2006 blev Frölunda historiskt, då man som första lag i ett SM-slutspel vände ett underläge med 1-3 i matcher till seger med 4-3, vilket hände i semifinalserien mot Linköping HC. Säsongen slutade emellertid med finalförlust mot Färjestad BK, efter 2-4 i matcher.
I samband med den andra finalmatchen mot Färjestad 2006 blev Ronnie Sundin 11 april 2006 den mesta spelaren med sin 685:e match i frölundatröjan.
Inledningen av säsongen 2006/2007 präglades av flera motgångar för Frölunda, och klubben låg länge på kvalserieplats. Lösningen blev att klubbledningen avsatte den tidigare tränaren Stephan "Lillis" Lundh och ersatte honom med Per Bäckman från VIK Västerås HK. Strax efter sade andretränaren Calle Johansson upp sig och han ersattes av Benny Westblom. Frölunda slutade i den tätaste av samtliga elitserier på nionde plats, två poäng från en slutspelplats och tre poäng från ett nervöst kval. Det var första gången sedan säsongen 1994/1995 som Frölunda missade SM-slutspel. Denna säsong värvade man också rekordmånga spelare under pågående säsong. Dessa var Jere Myllyniemi (Philadelphia Flyers), Henrik Malmström (Brynäs IF), Sean Bergenheim (Lokomotiv Yaroslav), Magnus Kahnberg (St. Louis Blues), Ari Vallin (Florida Panthers) och Oscar Ackeström (Linköping HC). Av dessa är det bara Kahnberg och Ackeström som spelar i klubben säsongen 2007/2008. Den 6 december 2008 gjorde Niklas Andersson två mål mot Södertälje SK och slog då Patric Carnbäcks målrekord i Frölunda, som var på 216 mål.
Säsongen 2011/2012 har Frölunda Indians gjort en stor rensning av sin trupp. Man har på ett sätt försökt föryngra laget genom att satsa på yngre talanger samt satsat mer på hemvändare, exempel som Magnus Kahnberg, Jari Tolsa och Fredrik Pettersson. Trotjänare som Niklas Andersson valde att sluta och Tomi Kallio fick inte förlängt kontrakt. 
Frölunda har sedan 2013/2014 börjat satsa mer långsiktigt på hockey. Man gjorde klart med den tidigare Juniortränaren, Roger Rönnberg. Man föryngrade laget istället för att köpa nya redan duktiga spelare. Man slutade tvåa i tabellen, men i slutspelet tog det slut redan i kvartsfinal mot Linköping.
Säsongen 2014/2015 fortsatte man med samma satsning på unga spelare. Man hade kvar stommen i kapten Joel Lundqvist. Först på slutet av säsongen kom Frölunda igång på riktigt. Man slutade återigen tvåa i tabellen efter SAIK. I kvartsfinal ställdes Frölunda mot Luleå. Ett lag man redan förlorat finalen i CHL mot.  Frölunda lyckades vända 3-1 underläge i matcher, till vinst 3-4 efter uddamålsvinster i nästan alla matcher. I Semifinalen mötte man blivande mästarna Växjö Lakers. Matchserien slutade 4-2 till Växjö som gick vidare och vann SM-guld efter vinst över SAIK i finalen.
Säsongen 2015/2016 vann man slutsegern i CHL.  Säsongen avslutades även med seger i slutspelserien efter 4-1 i finalserien mot Skellefteå och Frölunda vann sitt 4:e SM-guld.
Säsongen 2016/2017 vann Frölunda HC återigen CHL.
Frölunda tog sitt femte SM-guld säsongen 2018/2019 och stod återigen som segrare i CHL.

## SHL-/Elitseriesäsonger
| Säsong    | Anmärkning        | Placering | Åttondelsfinal     | Kvartsfinal         | Semifinal           | Final              |
| --------- | ----------------- | --------- | ------------------ | ------------------- | ------------------- | ------------------ |
| 1975/1976 |                   | 7 (32p)   |                    |                     |                     |                    |
| 1976/1977 |                   | 8 (29p)   |                    |                     |                     |                    |
| 1977/1978 |                   | 6 (43p)   |                    |                     |                     |                    |
| 1978/1979 |                   | 5 (40p)   |                    |                     |                     |                    |
| 1979/1980 | Silver            | 3 (41p)   |                    |                     | IF Björklöven 2-1   | Brynäs IF 2-3      |
| 1980/1981 |                   | 4 (40p)   |                    |                     | AIK 0-2             |                    |
| 1981/1982 |                   | 7 (35p)   |                    |                     |                     |                    |
| 1982/1983 |                   | 7 (30p)   |                    |                     |                     |                    |
| 1983/1984 | Kval              | 10 (24p)  |                    |                     |                     |                    |
| 1989/1990 |                   | 10 (28p)  |                    |                     |                     |                    |
| 1990/1991 | Kval              | 12 (12p)  |                    |                     |                     |                    |
| 1991/1992 |                   | 5 (45p)   |                    | Brynäs IF 1-2       |                     |                    |
| 1992/1993 | Kval              | 11 (18p)  |                    |                     |                     |                    |
| 1993/1994 |                   | 4 (44p)   |                    | Djurgårdens IF 1-3  |                     |                    |
| 1994/1995 | Kval              | 11 (17p)  |                    |                     |                     |                    |
| 1995/1996 | Silver            | 2 (50p)   |                    | Leksands IF 3-2     | Modo 3-2            | Luleå HF 1-3       |
| 1996/1997 |                   | 7 (51p)   |                    | Luleå HF 0-3        |                     |                    |
| 1997/1998 |                   | 4 (49p)   |                    | Brynäs IF 3-0       | Färjestad BK 1-3    |                    |
| 1998/1999 |                   | 7 (70p)   |                    | Modo 1-3            |                     |                    |
| 1999/2000 |                   | 3 (89p)   |                    | Modo 1-4            |                     |                    |
| 2000/2001 |                   | 8 (72p)   |                    | Färjestad BK 1-4    |                     |                    |
| 2001/2002 |                   | 5 (81p)   |                    | Djurgårdens IF 4-1  | Modo 2-3            |                    |
| 2002/2003 | Mästare           | 1 (103p)  |                    | Modo 4-2            | Timrå IK 4-2        | Färjestad BK 4-0   |
| 2003/2004 |                   | 3 (89p)   |                    | Djurgårdens IF 4-0  | HV71 2-4            |                    |
| 2004/2005 | Mästare           | 1 (112p)  |                    | Luleå HF 4-0        | Djurgårdens IF 4-1  | Färjestad BK 4-1   |
| 2005/2006 | Silver            | 2 (96p)   |                    | Brynäs IF 4-0       | Linköping HC 4-3    | Färjestad BK 2-4   |
| 2006/2007 |                   | 9 (76p)   |                    |                     |                     |                    |
| 2007/2008 |                   | 6 (82p)   |                    | Färjestad BK 3-4    |                     |                    |
| 2008/2009 |                   | 3 (91p)   |                    | Luleå HF 4-1        | HV71 2-4            |                    |
| 2009/2010 |                   | 7 (78p)   |                    | Linköping HC 3-4    |                     |                    |
| 2010/2011 |                   | 9 (74p)   |                    |                     |                     |                    |
| 2011/2012 |                   | 5 (90p)   |                    | Brynäs IF 2-4       |                     |                    |
| 2012/2013 |                   | 6 (84p)   |                    | Luleå HF 2-4        |                     |                    |
| 2013/2014 |                   | 2 (102p)  |                    | Linköping HC 3-4    |                     |                    |
| 2014/2015 |                   | 2 (97p)   |                    | Luleå HF 4-3        | Växjö Lakers HC 2-4 |                    |
| 2015/2016 | Mästare           | 2 (104p)  |                    | Djurgårdens IF 4-1  | Luleå HF 4-2        | Skellefteå AIK 4-1 |
| 2016/2017 |                   | 3 (97p)   |                    | Skellefteå AIK 4-3  | Brynäs IF 3-4       |                    |
| 2017/2018 |                   | 3 (94p)   |                    | Malmö Redhawks 2-4  |                     |                    |
| 2018/2019 | Mästare           | 3 (92p)   |                    | Malmö Redhawks 4-1  | Luleå HF 4-1        | Djurgårdens IF 4-2 |
| 2019/2020 | Inställt slutspel | 7 (85p)   |                    |                     |                     |                    |
| 2020/2021 |                   | 7 (84p)   | Djurgårdens IF 2-1 | Rögle BK 0-4        |                     |                    |
| 2021/2022 |                   | 4 (87p)   |                    | Växjö Lakers HC 4-0 | Luleå HF 1-4        |                    |
| 2022/2023 |                   | 6 (81p)   |                    | Färjestad BK 4-3    | Växjö Lakers HC 2-4 |                    |
| 2023/2024 |                   | 4 (96p)   |                    | Leksands IF 4-3     | Skellefteå AIK 3-4  |                    |
| 2024/2025 |                   | 3 (91p)   |                    | Timrå IK 4-2        | Luleå HF 2-4        |                    |

## Damhockey
Hösten 2022 startade Frölunda ett damlag för spel i Nationella Damhockeyligan, med Kim Martin Hasson  som sportchef. Första säsongen innebar seger i Damettan Södra, seger i Damhockeyallsvenskan Södra, seger mot Troja och Björklöven i playoff och avancemang till kvalserien där man efter endast två spelade matcher var klara för avancemang till SDHL.

## Ungdomsverksamhet
Frölunda Indians  ungdomssektion är en av Sveriges främsta. Under 2000-talet har U-16, J-18 och J-20-lagen vunnit i princip allt som går att vinna. Frölunda har producerat väldigt många talanger på toppnivå under 2000-talet.  
Enligt en studie från 2018 är Frölunda den klubb från Sverige som fått flest spelare draftade till NHL. Studien täckte perioden 1974–2018 och under denna period fick Frölunda 70 spelare draftade av NHL. 
Bland andra: 
| Spelare            | Nuvarande klubb      |
| ------------------ | -------------------- |
| Jonas Ahnelöv      | Leksands IF          |
| Daniel Alfredsson  | Slutat               |
| Frederik Andersen  | Carolina Hurricanes  |
| Mikkel Bødker      | HC Lugano            |
| Rasmus Dahlin      | Buffalo Sabres       |
| Liam Dower Nilsson | Frölunda HC          |
| Simon Edvinsson    | Detroit Red Wings    |
| Samuel Fagemo      | Ontario Reign        |
| Christian Folin    | Frölunda HC          |
| Lars Eller         | Washington Capitals  |
| Loui Eriksson      | Vancouver Canucks    |
| Joel Gistedt       | Slutat               |
| Lars Johansson     | Frölunda HC          |
| Magnus Kahnberg    | Slutat               |
| Erik Karlsson      | San Jose Sharks      |
| John Klingberg     | Dallas Stars         |
| Philip Larsen      | Salavat Julajev Ufa  |
| Artturi Lehkonen   | Colorado Avalanche   |
| Robin Lehner       | Vegas Golden Knights |
| Henrik Lundqvist   | Slutat               |
| Joel Lundqvist     | Frölunda HC          |
| Jacob Moverare     | Ontario Reign        |
| Theodor Niederbach | Rögle BK             |
| Victor Olofsson    | Buffalo Sabres       |
| Fredrik Pettersson | Slutat               |
| Lucas Raymond      | Detroit Red Wings    |
| Alexander Steen    | Slutat               |
| Viktor Stålberg    | Fribourg-Gottéron    |
| Elmer Söderblom    | Detroit Red Wings    |
| Jari Tolsa         | Slutat               |

## Nuvarande trupp (2024/2025)
Uppdaterad den 20 juli 2024.

| Nr | Nat      | Spelare              | Pos  | S/H | Ålder | Värvad | Födelseort          |
| -- | -------- | -------------------- | ---- | --- | ----- | ------ | ------------------- |
| 1  | Sverige  | Lars Johansson       | M    | L   | 38    | 2022   | Avesta, Sverige     |
| 2  | Sverige  | Christian Folin (A)  | B    | L   | 34    | 2021   | Kungsbacka, Sverige |
| 3  | Sverige  | Albin Sundin         | B    | L   | 20    | 2023   | Kungsbacka, Sverige |
| 6  | Sverige  | Filip Hasa           | B    | L   | 25    | 2022   | Uppsala, Sverige    |
| 7  | Sverige  | Henrik Tömmernes (A) | B    | L   | 34    | 2023   | Karlstad, Sverige   |
| 9  | Sverige  | Linus Weissbach      | W    | L   | 27    | 2024   | Göteborg, Sverige   |
| 12 | Sverige  | Max Friberg (C)      | W    | R   | 32    | 2017   | Skövde, Sverige     |
| 15 | Sverige  | Gustav Rydahl        | C    | L   | 30    | 2023   | Karlstad, Sverige   |
| 17 | Sverige  | Isac Born            | F    | L   | 21    | 2018   | Onsala, Sverige     |
| 22 | Sverige  | Linus Nässén         | F    | L   | 25    | 2014   | Hönö, Sverige       |
| 25 | Finland  | Arttu Ruotsalainen   | F    | L   | 27    | 2024   | Oulu, Finland       |
| 26 | Sverige  | Isac Heens           | B    | L   | 25    | 2023   | Vansbro, Sverige    |
| 30 | Norge    | Tobias Normann       | M    | L   | 24    | 2024   | Fredrikstad, Norge  |
| 31 | Sverige  | Nicklas Lasu (A)     | C    | L   | 35    | 2019   | Mölndal, Sverige    |
| 32 | Sverige  | Noah Hasa            | C    | L   | 22    | 2023   | Uppsala, Sverige    |
| 33 | Sverige  | Linus Högberg        | B    | L   | 26    | 2023   | Stockholm, Sverige  |
| 39 | Finland  | Mikael Ruohomaa      | C    | L   | 36    | 2024   | Alastaro, Finland   |
| 43 | Sverige  | Tom Nilsson          | B    | R   | 31    | 2022   | Tyresö, Sverige     |
| 44 | Sverige  | Noah Dower Nilsson   | C    | L   | 20    | 2024   | Strömstad, Sverige  |
| 46 | Schweiz  | Dominik Egli         | B    | R   | 26    | 2024   | Frauenfeld, Schweiz |
| 48 | Sverige  | Carl Klingberg       | RW   | R   | 34    | 2023   | Göteborg, Sverige   |
| 62 | Sverige  | Wiktor Nilsson       | RW/C | R   | 23    | 2024   | Vendelsö, Sverige   |
| 75 | Sverige  | David Edstrom        | C    | L   | 20    | 2022   | Göteborg, Finland   |
| 86 | Sverige  | Erik Thorell         | W    | L   | 33    | 2023   | Karlstad, Sverige   |
| 92 | Sverige  | Filip Cederqvist     | LW/C | L   | 24    | 2024   | Skara, Sverige      |

## Kända spelare

### Pensionerade tröjnummer
- Nr 13 - Lars-Erik Lundvall
- Nr 14 - Ronald "Sura-Pelle" Pettersson
- Nr 19 - Jörgen Pettersson
- Nr 29 - Stefan Larsson
- Nr 14 - Patrik Carnbäck
- Nr 23 - Ronnie Sundin
- Nr 24 - Niklas Andersson
- Nr 5 - Christian Bäckman

### Övriga
| - Daniel Alfredsson "Affe" "Alfie" - Håkan Algotsson "Algot" - Niklas Andersson - Per-Johan Axelsson "Pebben" - Anders Broström "Bros" - Christian Bäckman - Matt Duchene - Loui Eriksson - Jonas Esbjörs "Mini-Esa" | - Lars-Erik Esbjörs "Esa" - Leif Henriksson "Blixten" - Kristian Huselius "Husse" - Magnus Johansson "Mange" - Jonas Johnson "JJ" - Tomi Kallio - Erik Karlsson - John Klingberg - Terho Koskela "Kosken" | - Henrik Lundqvist "Henke" - Joel Lundqvist - Petteri Nummelin - Ville Peltonen - Martin Plüss - Samuel Påhlsson "Samme" - Christian Ruuttu - Sami Salo - Tommy Salo | - Mikael Sandberg - Lars-Erik Sjöberg - Alexander Steen - Ulf Sterner - Viktor Stålberg - Alexander Wennberg - Rasmus Dahlin - Ryan Lasch |

## Lagkaptener
| År        | Kapten                 |
| --------- | ---------------------- |
| 1945–1960 | Rune Johansson         |
| 1960–1968 | Lars-Erik Lundvall     |
| 1968–1969 | Arne Carlsson          |
| 1969–1974 | Lars-Erik Sjöberg      |
| 1974–1976 | Henric Hedlund         |
| 1976–1977 | Leif Henriksson        |
| 1976–1979 | Lars-Erik Esbjörs      |
| 1979–1980 | Anders "Bros" Broström |
| 1980–1983 | Göran Nilsson          |
| 1983–1984 | Thomas Kärrbrandt      |
| 1984–1985 | Göran Nilsson          |
| 1985–1987 | Hasse Sjöö             |
| 1987–1990 | Janne Karlsson         |
| 1990–1992 | Mikael Andersson       |
| 1992–1995 | Terho Koskela          |
| 1995–1996 | Christian Ruuttu       |
| 1996–2000 | Henrik Nilsson         |
| 2000–2003 | Mikael Andersson       |
| 2003–2008 | Jonas Johnson          |
| 2008–2009 | Niklas Andersson       |
| 2009–2023 | Joel Lundqvist         |
| 2023–     | Max Friberg            |

## Tränare
| År                  | Tränare            |
| ------------------- | ------------------ |
| 1956–1960           | Karl-Erik Eriksson |
| 1960–1963           | Lars-Eric Lundvall |
| 1963–1964           | Curly Leachman     |
| 1964–1969           | Lars-Eric Lundvall |
| 1969–1971           | Arne Eriksson      |
| 1971–1973           | Jack Bownass       |
| 1973–1975           | Lars-Eric Lundvall |
| 1975–1978           | Arne Strömberg     |
| 1978–1980           | Leif Henriksson    |
| 1980–1981           | Berny Karlsson     |
| 1981–1982           | Len Lunde          |
| 1982–1983           | Leif Henriksson    |
| 1983–1984           | Kjell Jönsson      |
| 1984–1985           | Roland Mattsson    |
| 1985–1987           | Thommie Bergman    |
| 1987–1989           | Conny Evensson     |
| 1989–1990           | Lennart Åhlberg    |
| 1990–1991           | Lars-Erik Esbjörs  |
| 1991–1994           | Leif Boork         |
| 1994–1995           | Ulf Labraaten      |
| 1995–1997           | Lasse Falk         |
| 1997–2001           | Tommy Boustedt     |
| 2001–2004           | Conny Evensson     |
| 2004 (Vikarierande) | Janne Karlsson     |
| 2004–2006           | Stephan Lundh      |
| 2006–2007           | Per Bäckman        |
| 2007–2008           | Roger Melin        |
| 2008–2010           | Ulf Dahlén         |
| 2010–2013           | Kent Johansson     |
| 2013–               | Roger Rönnberg     |